# حزب آلمانی سودتنلند
حزب آلمانی سودتنلند (آلمانی: Sudetendeutsche Partei) توسط کنراد هنلاین با نام ("جلویه میهن آلمانی سودتنلند") در ۱ اکتبر ۱۹۳۳ ایجاد شد، چند ماه پس از اینکه نخستین جمهوری چکسلواکی را غیرقانونی کرد.